# Jan Trøjborg
Jan Trøjborg (Horsens, 14 december 1955 – Aarhus, 6 mei 2012) was een Deens politicus namens de Socialdemokraterne.
Trøjborg zat van 1985 tot 2005 in het Deens parlement. Van 1993 tot 2001 was hij op meerdere posten minister, onder meer van industrie, verkeer, ontwikkeling en defensie. Sinds 2005 was hij burgemeester van zijn geboorterstad Horsens. Op 6 mei 2012 kreeg hij een hartstilstand toen hij met anderen het parcours van de derde etappe van de Ronde van Italië verkende waarvan de finish een dag later in Horsens was. Hij overleed in het ziekenhuis (Skejby Sygehus) in Aarhus.
- International Standard Name Identifier: 0000 0003 9283 045X
- Système universitaire de documentation: 161263593
- Virtual International Authority File: 286937221